# Willy Vorkastner

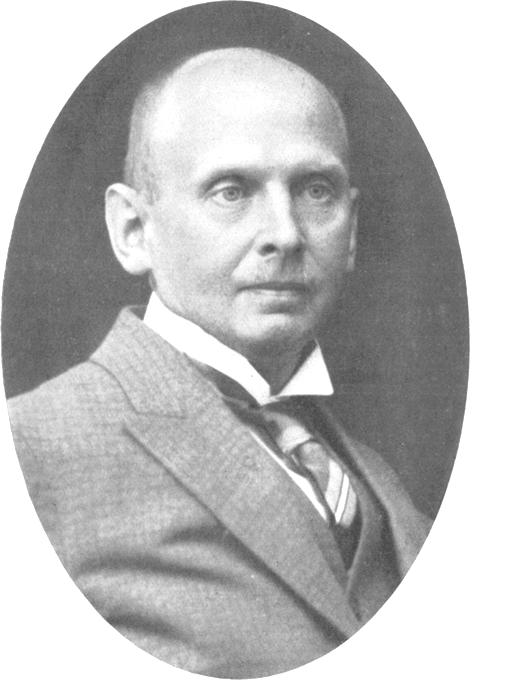
Willy Vorkastner

Willy Vorkastner (*  20. Juli 1872 in Potsdam; † 19. November 1931 in  Halle (Saale)) war ein deutscher Rechtsmediziner.

## Leben
Als Sohn eines Bürgermeisters besuchte Vorkastner die Gymnasien in Potsdam und Goslar, wo er 1898 das Abitur ablegte. Er studierte an der Georg-August-Universität Göttingen, der Friedrich-Wilhelms-Universität zu Berlin, der Ruprecht-Karls-Universität Heidelberg und der Friedrichs-Universität Halle Medizin. 1907 wurde er Corpsschleifenträger des Pépinière-Corps Franconia. Er  volontierte in den Hallenser Universitätskliniken und am Städtischen Krankenhaus Potsdam. 1903 wurde er an der Universität Halle zum Dr. med. promoviert.
Danach wirkte er an der Psychiatrischen und Nervenklinik der Universität Greifswald, nach der Habilitation 1910 als Oberarzt. Wegen seiner vielseitigen Gutachtertätigkeit (vor allem »psychopathologischer Zustände«) brachte ihn die Universität Halle für das Extraordinariat für gerichtliche und soziale Medizin, medizinisch-kriminalistische Hilfswissenschaften und Kriminalanthropologie in Vorschlag. 1922 nahm Vorkastner den Ruf an. 1927 wechselte er an die Johann Wolfgang Goethe-Universität Frankfurt am Main auf das neugegründete planmäßige Extraordinariat für Gerichtliche Medizin, kriminalistische Hilfswissenschaften und soziale Medizin. Zugleich war er als Gefängnisarzt tätig.
1930 nannte ihn die Medizinische Fakultät der Universität Halle wegen seiner »teilweise wegweisenden Ideen« primo loco für das vakante persönliche Ordinariat für Gerichtliche Medizin und Naturwissenschaftliche Kriminalistik. Vorkastner nahm den Ruf an. Mit 59 Jahren starb er an einem Herzinfarkt.